# Sharon Springs (Kansas)
Sharon Springs és una població dels Estats Units a l'estat de Kansas. Segons el cens del 2000 tenia 835 habitants.

## Demografia
Segons el cens del 2000, Sharon Springs tenia 835 habitants, 354 habitatges, i 227 famílies. La densitat de població era de 346,7 habitants/km².
Dels 354 habitatges en un 29,7% hi vivien nens de menys de 18 anys, en un 57,3% hi vivien parelles casades, en un 3,7% dones solteres, i en un 35,6% no eren unitats familiars. En el 33,9% dels habitatges hi vivien persones soles el 17,8% de les quals corresponia a persones de 65 anys o més que vivien soles. El nombre mitjà de persones vivint en cada habitatge era de 2,29 i el nombre mitjà de persones que vivien en cada família era de 2,93.
Per edats la població es repartia de la següent manera: un 24,2% tenia menys de 18 anys, un 7,9% entre 18 i 24, un 22,5% entre 25 i 44, un 21,3% de 45 a 60 i un 24,1% 65 anys o més.
L'edat mediana era de 42 anys. Per cada 100 dones de 18 o més anys hi havia 95,4 homes.
La renda mediana per habitatge era de 33.333 $ i la renda mediana per família de 43.684 $. Els homes tenien una renda mediana de 27.500 $ mentre que les dones 14.600 $. La renda per capita de la població era de 17.656 $. Entorn del 4,3% de les famílies i el 7,3% de la població estaven per davall del llindar de pobresa.

## Poblacions més properes
El següent diagrama mostra les poblacions més properes.